# Kōki Mitani
 (août 2014).
Si vous disposez d'ouvrages ou d'articles de référence ou si vous connaissez des sites web de qualité traitant du thème abordé ici, merci de compléter l'article en donnant les références utiles à sa vérifiabilité et en les liant à la section « Notes et références ».
Kōki Mitani (三谷幸喜, Mitani Kōki), né le 8 juillet 1961, est un dramaturge, réalisateur, scénariste et acteur japonais.

## Biographie
Kōki Mitani est né le 8 juillet 1961 dans l’arrondissement de Setagaya à Tokyo. Il étudie à l'école secondaire de Setagaya, et ensuite à l'Université Nihon où il obtient un diplôme en art dramatique de la Faculté des Arts.
Il est nommé d'après le lutteur de sumo Taihō Kōki, qui était à l'époque du rang d'ōzeki et qui atteindra par la suite le rang de yokozuna. Quand il était jeune, il faisait partie du même club de soccer que Noritake Kinashi de Tunnels.

### Les années 1980
Alors qu'il est étudiant à l'université en 1983, il forme une troupe de théâtre nommée « Tokyo Sunshine Boys. » À ses débuts, il joue sous le nom de scène 一橋壮太朗. Il soumet aussi un vidéo pour le concours « Challenge Video Corner », organisé par l'émission de fin de soirée « Uso Purando » sur TV Asahi. Il remporte le concours et son vidéo est diffusé à la télévision.
Hikari Ōta, qui à ce temps avait des ambitions de faire du théâtre, était de trois ans le cadet de Mitani dans le même cours. « Mitani, depuis ses jours d'étudiant, a toujours été très populaire. Il était le héros de l’Académie japonaise des arts). Moi, j'ai laissé le théâtre parce que je ne m'entendais pas avec le professeur. Donc même aujourd'hui, j'ai un très gros complexe avec Kōki Mitani », révèle Ōta en 2006, lorsque Mitani était invité dans son émission « Sutamen ». Mais Mitani écrit par la suite dans un de ses livres : « je n'ai rien dit pendant l'émission, mais je n'étais certainement pas aussi populaire qu'il le prétend ».
Comme réalisateur, pour donner son propre style à ses films, il filme la plupart de ses scènes avec une approche « une scène, une prise, » en choisissant de déplacer la caméra plutôt que de couper. Il affirme que cette technique provient de son expérience au théâtre, où il n'y a pas de coupures. Kōki Mitani n'utilise pas d'ordinateur.

### Vie privée
De 1995 à 2011 date de leur divorce, il fut marié à l'actrice japonaise Satomi Kobayashi.

## Filmographie

### Réalisateur

#### Cinéma
- 1997 : Welcome Back, Mr. McDonald (ラヂオの時間, Rajio no jikan?)
- 2001 : Minna no ie (みんなのいえ?)
- 2006 : The Uchōten Hotel (THE 有頂天ホテル, The uchōten hoteru?)
- 2008 : The Magic Hour (ザ・マジックアワー, Za majikku awā?)
- 2011 : A Ghost of a Chance (ステキな金縛り, Sutekina kanashibari?)
- 2013 : Kiyosu kaigi (清須会議?)
- 2015 : Gyarakushī kaidō (ギャラクシー街道?)
- 2019 : Kioku ni gozaimasen (記憶にございません!?)

#### Télévision
Téléfilms
- 2011 : Short Cut
- 2011 : Sutekina kakushi dori -kanzen muketsu no concierge-
- 2013 : Daikūkō

### Scénariste

#### Cinéma
- 1991 : Jūninin no yasashī nihonjin (12人の優しい日本人?) de Shun Nakahara (ja)
- 1997 : Welcome Back, Mr. McDonald (ラヂオの時間, Rajio no jikan?)
- 2001 : Minna no ie (みんなのいえ?)
- 2002 : Ryōma no tsuma to sono otto to aijin (竜馬の妻とその夫と愛人?) de Jun Ichikawa
- 2004 : Warai no daigaku (笑の大学?) de Mamoru Hoshi (ja)
- 2006 : The Uchōten Hotel (THE 有頂天ホテル, The uchōten hoteru?)
- 2008 : The Magic Hour (ザ・マジックアワー, Za majikku awā?)
- 2011 : A Ghost of a Chance (ステキな金縛り, Sutekina kanashibari?)
- 2013 : Kiyosu kaigi (清須会議?)
- 2015 : Gyarakushī kaidō (ギャラクシー街道?)
- 2019 : Kioku ni gozaimasen (記憶にございません!?)

#### Télévision
Séries télévisées
- 1988 : Yappari neko ga suki
- 1990 : Yonimo kimyō na monogatari
- 1995 : Ousama no restoran
- 1994-1995 : Furuhata Ninzaburō
- 1996 : Furuhata Ninzaburō: Part II
- 1997 : Sōri to yobanai de
- 1999-2004 : Furuhata Ninzaburō: Part III
- 2004 : Shinsengumi!
- 2010 : Wagaya no rekishi
- 2014 : Oyaji no senaka
- 2015 : Oriento kyuukou satsujin jiken
- 2016 : Sanadamaru

Téléfilms
- 1990 : Onna nezumi kozō supesharu
- 1990 : Yappari neko ga suki satsujin jiken
- 1991 : Tengoku kara kita e 3 kiro
- 1992 : Kimitachi ga ite boku ga iru II
- 1992 : Kimitachi ga ite boku ga iru
- 1995 : Onna nezumi kozō: Nerawareta Karakurijō shijō saiaku no dai hâdo
- 1999 : Furuhata Ninzaburō vs. Smap
- 2006 : Furuhata Ninzaburo: Final Dance
- 2006 : Shinsengumi!! Hijikata Toshizō saigo no ichi-nichi
- 2011 : Short Cut
- 2011 : Sutekina kakushi dori -kanzen muketsu no concierge-
- 2013 : Daikūkō
- 2013 : SMAP Go! Go!

### Acteur

#### Cinéma
- 2002 : Ryōma no tsuma to sono otto to aijin (竜馬の妻とその夫と愛人?) de Jun Ichikawa
- 2006 : Inugami-ke no ichizoku : Nasu Hoteru Shujin
- 2007 : Saiyūki : King
- 2012 : The 35th Annual Japan Academy Awards : lui-même
- 2013 : 2013 FNS Kayōsai : lui-même
- 2013 : Onna Nobunaga : Yoshimoto Imagawa
- 2014 : The 37th Annual Japan Academy Awards : lui-même
- 2015 : Yoru Tamori : lui-même

#### Télévision
Séries télévisées
- 2002 : Dōmoto tsuyoshi no shōjiki shindoi : lui-même
- 2005 : Ōra no izumi : lui-même - Invité
- 2006 : Kōmyō ga tsuji : Ashikaga Yoshiaki
- 2006 : Minasan no okage deshita : Elle-même - Kuwazugirai-Ou
- 2006 : Smap×Smap : lui-même - Roulette Bowling Invité
- 2007 : Futari no shokutaku: Arigatō no reshipi : lui-même - Invité
- 2008 : Eigo de shabera-night : lui-même
- 2012 : Sawako no asa : lui-même
- 2013 : Mezamashi terebi : lui-même
- 2013 : Mezamashi terebi : Mitani
- 2013 : Waratte iitomo! Zōkangō : lui-même
- 2013 : Waratte iitomo! : lui-même

Téléfilms
- 1990 : Yappari neko ga suki satsujin jiken : Shop Clerk
- 2010 : Mitani Koki no kotoba no somurie: Jinsei wo kaeru mahō no kotoba : lui-même / emcee
- 2010 : Sazae-san 2
- 2011 : Sutekina kakushi dori -kanzen muketsu no concierge-
- 2013 : The Making of 'Daikūkō' : lui-même

## Pièces de théâtre
- 1991 : The Show Must Go On (en)
- 2004 : Warai no Daigaku: University of Laughs
- 2006 : Vamp Show
- 2009 : Talk Like Singing

## Distinctions
Sauf indication contraire, les informations mentionnées dans cette section peuvent être confirmées par la base de données cinématographiques IMDb,  présente dans la section « Liens externes ».

### Récompenses
- 1992 : prix Kinema Junpō du meilleur scénario pour Jūninin no yasashī nihonjin
- 1992 : prix Mainichi du meilleur scénario pour Jūninin no yasashī nihonjin[2]
- 1997 : Hōchi Film Award du meilleur film pour Welcome Back, Mr. McDonald[3]
- 1998 : prix Blue Ribbon du meilleur nouveau réalisateur pour Welcome Back, Mr. McDonald[4]
- 1998 : prix Kinema Junpō du meilleur scénario pour Welcome Back, Mr. McDonald
- 1998 : prix Mainichi du meilleur scénario pour Welcome Back, Mr. McDonald et grand prix Sponichi du nouveau talent[5]
- 1998 : prix du meilleur nouveau réalisateur pour Welcome Back, Mr. McDonald au festival du film de Yokohama

### Sélections
- Japan Academy Prize :
  - 1998 : prix du meilleur réalisateur et du meilleur scénario pour Welcome Back, Mr. McDonald[6]
  - 2002 : prix du meilleur réalisateur et du meilleur scénario pour Minna no ie[7]
  - 2005 : prix du meilleur scénario pour Ryōma no tsuma to sono otto to aijin[8]
  - 2005 : prix du meilleur scénario pour Warai no daigaku[9]
  - 2007 : prix du meilleur film, du meilleur réalisateur et du meilleur scénario pour The Uchōten Hotel[10]
  - 2009 : prix du meilleur réalisateur et du meilleur scénario pour The Magic Hour[11]
  - 2012 : prix du meilleur réalisateur et du meilleur scénario pour Sutekina kanashibari[12]
  - 2014 : prix du meilleur réalisateur et du meilleur scénario pour Kiyosu kaigi[13]
  - 2020 : prix du meilleur scénario pour Kioku ni gozaimasen[14]